# Etyek
Etyek (deutsch Edeck) ist eine ungarische Großgemeinde im Kreis Bicske im Komitat Fejér. Sie befindet sich ungefähr 30 Kilometer westlich von Budapest. Die Großgemeinde hat 4.367 Einwohner (Stand 2011). Der Name Etyek wird auch für die umliegende Weinbauregion benutzt.

## Geschichte
Eine erste urkundliche Erwähnung fand Etyek als „Ethik“ im Jahre 1326. Der Name des Dorfes wurde ursprünglich von einer Person mit dem Namen „Ete“ abgeleitet. Durch Krieg und Hungersnöte wurde die ungarische Bevölkerung zwischen 1593 und 1683 dezimiert. Ab 1723 wurden katholische Bauern aus Württemberg in Etyek angesiedelt. 1741 kam die zweite Welle der Deutschen an. 1776 lebten 1.091 Personen in Edeck.

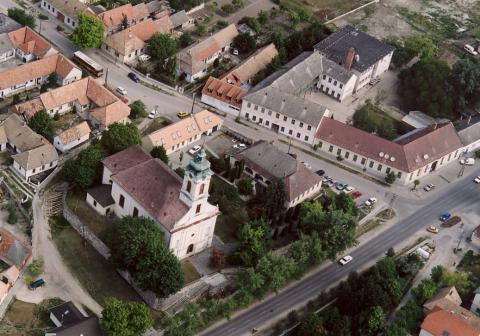
Luftaufnahme von Etyek

Von 1814 bis 1816 wurde die neobarocke Kirche „Maria Heimsuchung“ erbaut. Im Zweiten Weltkrieg kämpften ungarndeutsche Edecker in den rumänischen und ungarischen Armeen auf der Seite des Deutschen Reiches, aber auch in der Wehrmacht und in der Waffen-SS. Im März 1946 wurden 2.300 deutschstämmige Personen ausgewiesen (etwa 80 % der Bevölkerung). Nach der Enteignung siedelten sich die Vertriebenen der deutschen Gemeinde Edeck in der amerikanischen Besatzungszone überwiegend wieder in der Nähe von Stuttgart an. 1986 wurde der Gedenkstein der Edecker in Lauffen am Neckar auf dem Parkfriedhof eingeweiht. Auf der Frontseite ist eine Darstellung der Kirche „Maria Heimsuchung“ zu sehen und auf der Rückseite: „Wir gedenken der Heimat.“

## Politik

### Gemeindepartnerschaften
Etyek führt eine Gemeindepartnerschaft mit dem baden-württembergischen Remshalden, die im August 1994 in Remshalden und im Oktober 1995 in Etyek unterzeichnet wurde.

## Sehenswürdigkeiten
- Heimatkundliche Sammlung
- Kalvarienberg

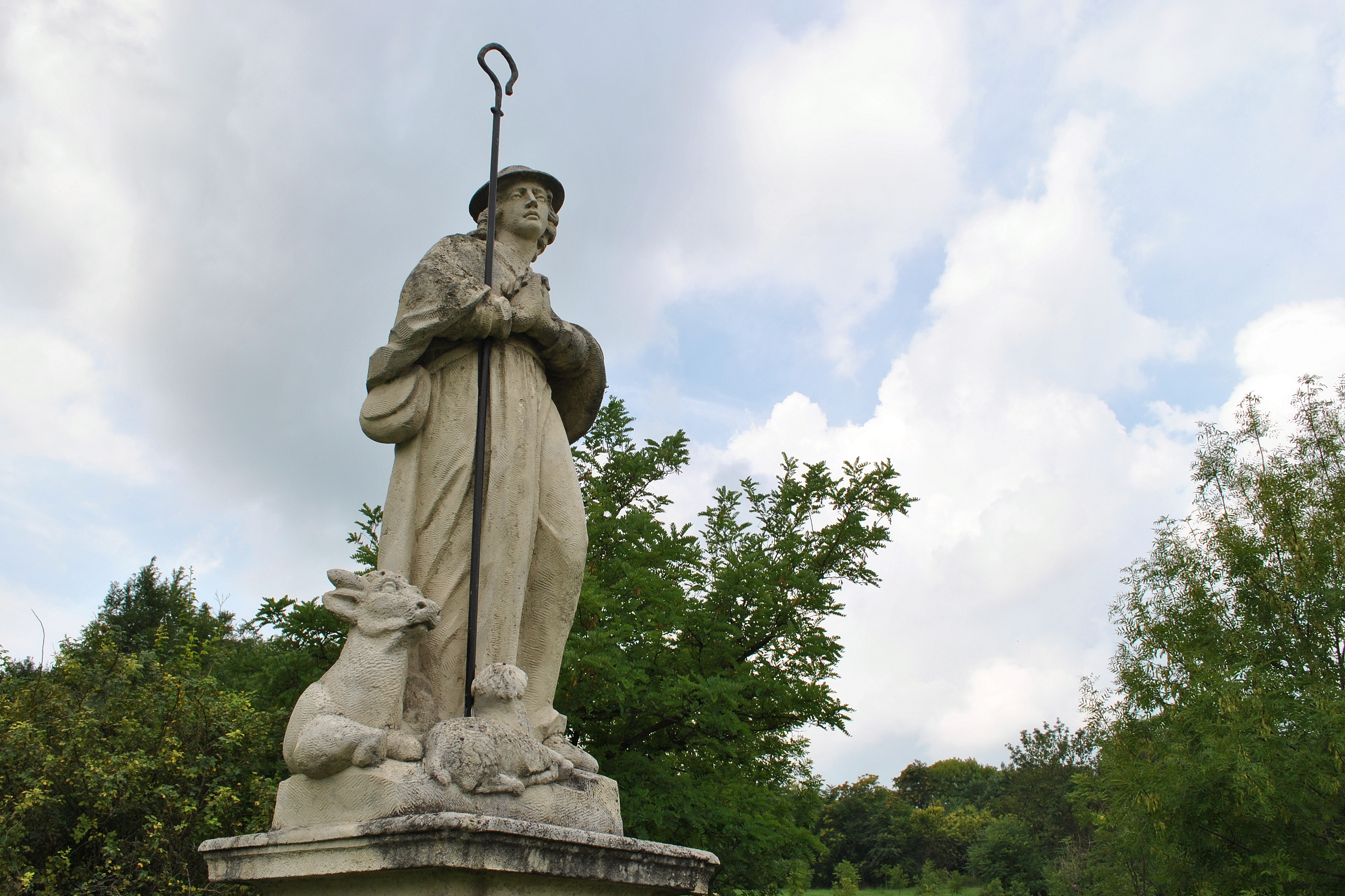
Standbild Szent Vendel auf dem Kalvarienberg in Etyek

- Korda Filmstudios (Korda Filmstúdiók)
- Reformierte Kirche, erbaut 1839 (Spätbarock)
- Römisch-katholische Sarlós Boldogasszony, erbaut 1814–1816 nach Plänen von József Rieder (Spätbarock)
- Römisch-katholische Kirche Szeplőtelen Fogantatás, erbaut im 15. Jahrhundert, umgebaut 1794 (im Ortsteil Botpuszta)
- „Ungarischer Brunnen“ (Magyar-kút)

## Verkehr
In Etyek treffen die Landstraßen Nr. 8106 und Nr. 8108 aufeinander. Der nächstgelegene  Bahnhof befindet sich gut sechs Kilometer nördlich in Herceghalom.